# Nomada mitchelli
Nomada mitchelli là một loài Hymenoptera trong họ Apidae. Loài này được Cockerell mô tả khoa học năm 1911.